# Église de la Mission de France
L'église de la Mission de France est une église construite à la fin du XVIIe siècle et rénovée au XIXe siècle. Elle est située au 44 rue du Tapis-Vert, dans le 1er arrondissement de Marseille, en France.
Cette église fait l’objet d’une inscription au titre des monuments historiques depuis le 8 décembre 1965.

## Histoire
Les prêtres de la Mission de France, congrégation religieuse fondée au XVIIe siècle par Saint Vincent de Paul, s'installent modestement dans le quartier de l'arsenal des galères. Cette congrégation existe toujours et s'appelle prêtres de la Mission ou Lazaristes. Pendant les travaux d'agrandissement de la ville réalisés sous le règne de Louis XIV avec la construction de nouveaux remparts effectuée sous la direction de Nicolas Arnoul, ils construisent une église et divers bâtiments entre 1648 et 1673 sur un terrain délimité par les rues du Tapis-vert, Thubaneau, de la Mission de France et Longue-des-Capucins.
À la Révolution, les bâtiments de la Mission de France deviennent biens nationaux. L'église est alors utilisée de 1791 à 1794 par les protestants, libres d'exercer leur culte depuis l'édit de tolérance de 1787 et qui louent ce bâtiment en tant que leur premier temple officiel à Marseille. En 1795, les bâtiments conventuels sont vendus à l'exception de l'église.

### Église jésuite
En 1839, deux ans après avoir pris possession de son siège épiscopal de Marseille, Mgr Eugène de Mazenod réalise son désir de faire revenir les Jésuites dans son diocèse et leur confie l'église de la Mission de France.
Les Jésuites entreprennent de 1841 à 1865 une véritable reconstruction de l'église. Ils font communiquer l'entrée de l'église avec la rue du Tapis-Vert et en 1860 le cimentier Désiré Michel réalise la façade très originale de l'église, telle qu'elle se présente aujourd'hui. En septembre 1864, le maître-autel est consacré par Mgr Petagna (évêque de Castellamare) et en 1865, la maison Puget de Toulouse y installe un orgue dont le buffet est dessiné par l'architecte et ingénieur marseillais Henry Condamin.
Le 21 janvier 1861, c'est dans l'une des chambres de cette maison de la Compagnie de Jésus que mourut Jean-François-Régis Barthès S.J. fondateur de la congrégation des sœurs de Notre Dame de la Compassion.

### XXesiècle: église désaffectée
Les Jésuites sont expulsés par les lois anticongrégationnistes de la IIIe République et l'église, qui devient propriété de la municipalité, est fermée au culte en 1901. Elle devient salle de concert, puis école de maçonnerie et enfin entrepôt de matériel scolaire jusqu'en 1979.

### Retour au culte
L'église est rendue au culte et confiée par la Ville de Marseille en 1984 à la Fraternité sacerdotale Saint-Pie-X, qui la consacre au pape saint Pie X.

## Orgue
Entretemps, le buffet de l'orgue est transféré dans la chapelle du grand séminaire en 1933 sous l'impulsion de Marcel Prévot. La tuyauterie originelle de la manufacture Puget ayant disparu, on y remonte un instrument à transmission électrique à partir de l'orgue de cinéma le "Rialto".
En 1989, la paroisse reçoit la tuyauterie d'un orgue de la ville de Tours, et lorsque la ville de Marseille décide en 1990 de rendre l'orgue dans son buffet d'origine à l'église, un instrument de 17 jeux est remonté sur la tribune. Il joue pour la première fois pour la messe de minuit de Noël 1991. Madame Odile Pierre inaugure l'orgue le dimanche précédant le jeudi de l'Ascension. Monseigneur Tissier de Mallerais, évêque de la Fraternité St Pie X, bénit solennellement l'instrument. À cette occasion est organisé par la paroisse le premier festival de musique sacrée de Marseille : "Médiévances". Depuis le dimanche avant l'Ascension et ce jusqu'au dimanche suivant, des concerts sont organisés autour de l'orgue invitant des musiciens et des formations françaises et internationales jouant un répertoire allant de Claudio Monteverdi à Naji Hakim. L'expérience est renouvelée l'année suivante et prend fin avec le départ du prieur. En 2006, il est décidé de remplacer le Grand Orgue de l'église, et grâce à un don, la paroisse Saint-Pie X acquiert d'occasion un orgue d'esthétique baroque en Allemagne qui sera adapté dans le buffet originel par Yves Cabourdin, facteur d'orgue à Carces dans le Var. La transmission mécanique des notes est entièrement refaite et l'orgue réharmonisé. Quelques transformations s'étalent sur plusieurs années : deux jeux de trompette  sont ajoutés en chamade par manque de place à l'intérieur( transmission électrique), un cromorne neuf remplace la gambe et une voix humaine remplace le hautbois décalé en chalumeau au pédalier. La quinte du récit est remplacée par un nasard et la mixture progressive de IV-VI rangs recomposée en VI rangs fixes. Cette nouvelle composition permet d'aborder les répertoires allemands et français des XVIIe et XVIIIe siècles. Thierry Boccamaïello est le titulaire de l'instrument depuis 1991.
|                        | Grand-Orgue          | Grand-Orgue            |      | Récit                  |    |                            | Pédalier | Pédalier |  | Accessoires |  |
| Bourdon                | 16                   | Bourdon                | 8    | Soubasse               | 16 | Tirasses I et II           |          |          |  |             |  |
| Montre                 | 8                    | Flûte                  | 4    | Gemshorrn              | 8  | Accouplement des claviers  |          |          |  |             |  |
| Flûte à cheminée       | 8                    | Flûte                  | 2    | Principal              | 8  | Appel d'anche              |          |          |  |             |  |
| Prestant               | 4                    | Nazard                 | 22/3 | Chalumeau              | 4  | Appel mixture              |          |          |  |             |  |
| Doublette              | 2                    | Cromorne               | 8    | Buzène                 | 16 | Trémolos réglables I et II |          |          |  |             |  |
| Mixture                | VI                   | Voix humaine           | 8    | Trompette * en chamade | 8  | Rossignol                  |          |          |  |             |  |
| Sesquialtera           | II                   | Trompette * en chamade | 8    | Clairon* en chamade    | 4  | Tempérament Kirnberger III |          |          |  |             |  |
| Trompette * en chamade | 8                    | Clairon * en chamade   | 4    |                        |    | *Jeux communs              |          |          |  |             |  |
|                        | Clairon * en chamade | 4                      |      |                        |    |                            |          |          |  |             |  |

## Mobilier
Le maître-autel de 1864 ayant disparu, il a été remplacé par un autel d'une chapelle latérale de l'ancienne église Saint-Martin rasée en 1887 lors du percement de la rue Colbert.
En août 2020, une chaire en sapin provenant du couvent des Sœurs Victimes du Sacré-Cœur de Jésus, situé jusqu'en 2016 au 52 rue Levat à la Belle de Mai, y est installée.
Un tableau représentant le baptême du Christ est également placé la même année derrière le baptistère.

## Photothèque

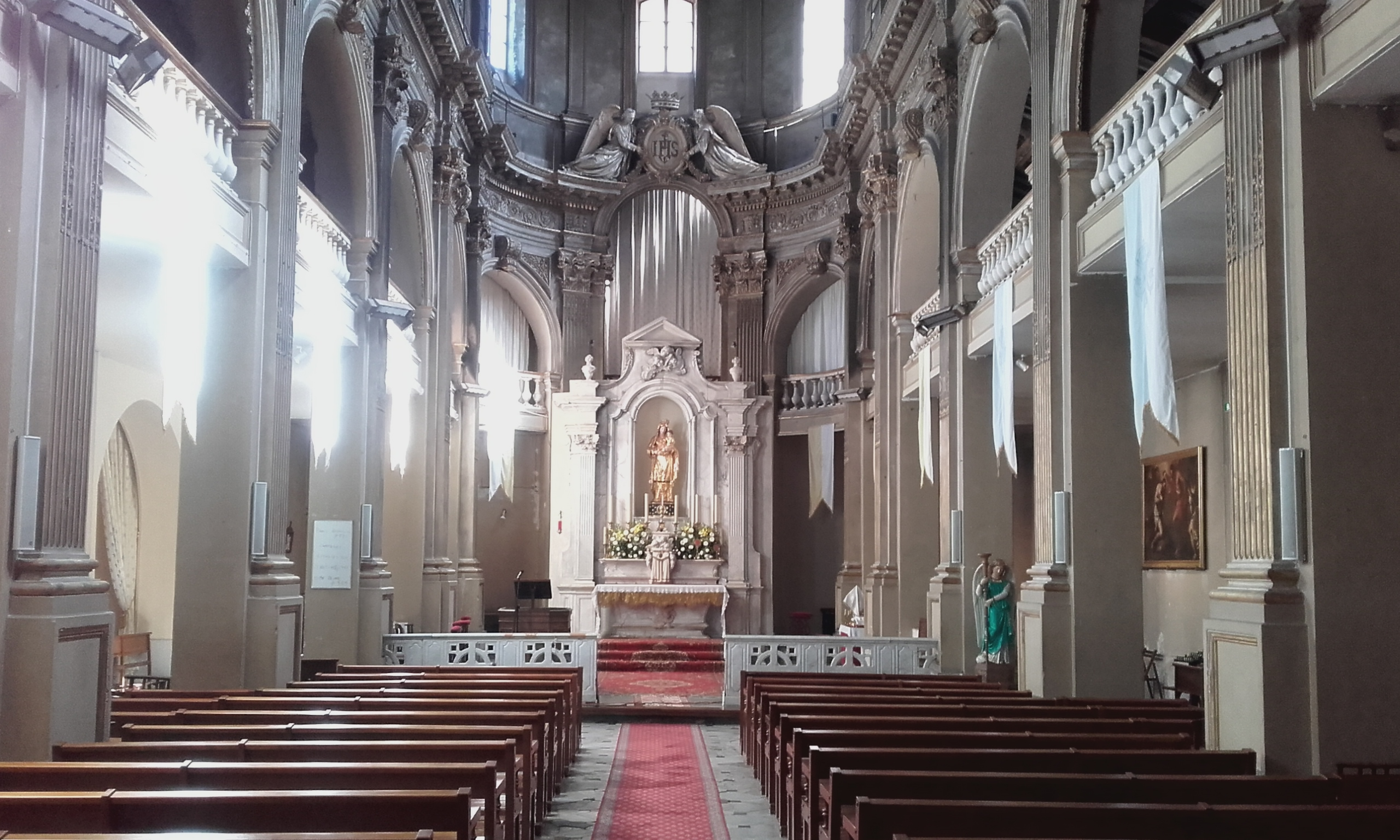
intérieur de l'église
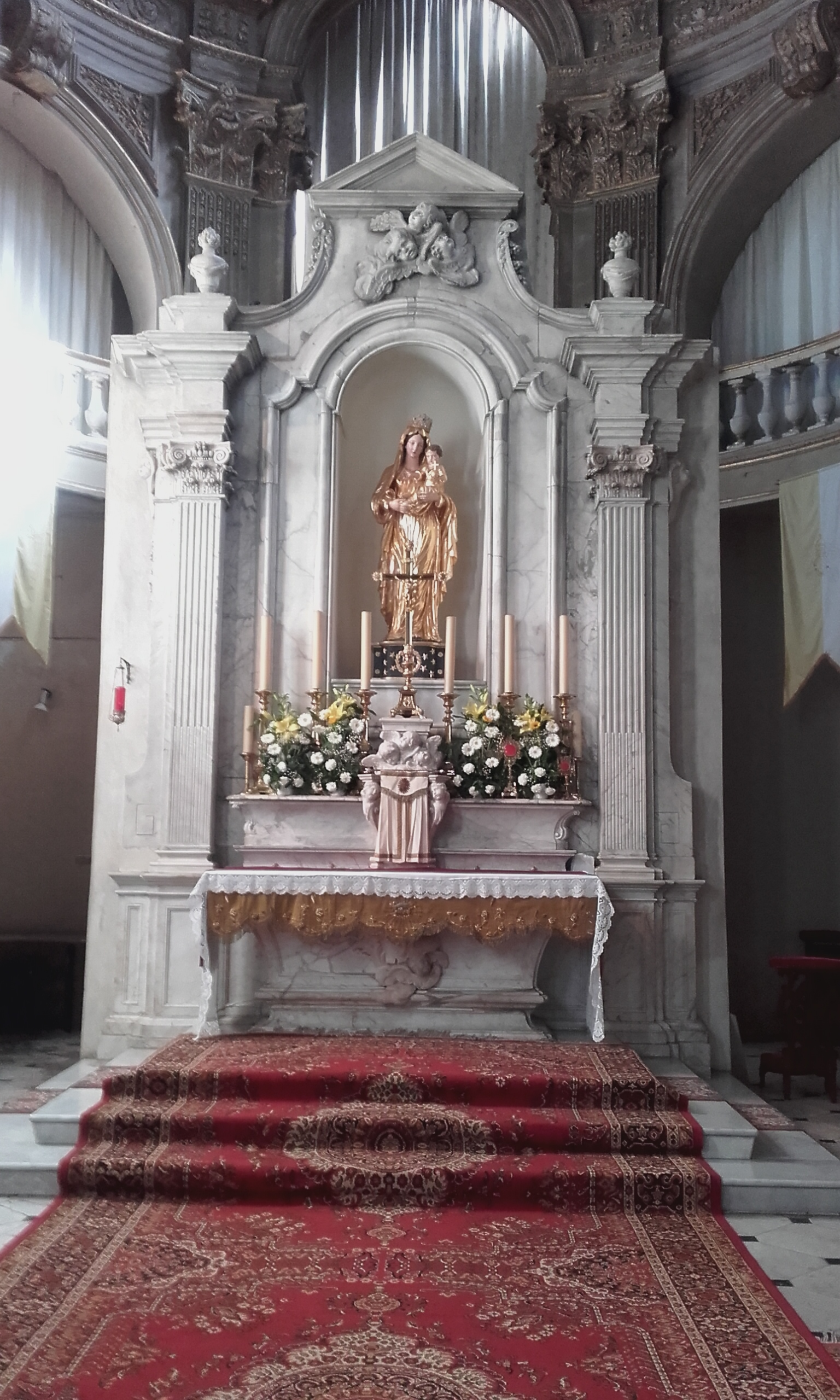
l'autel
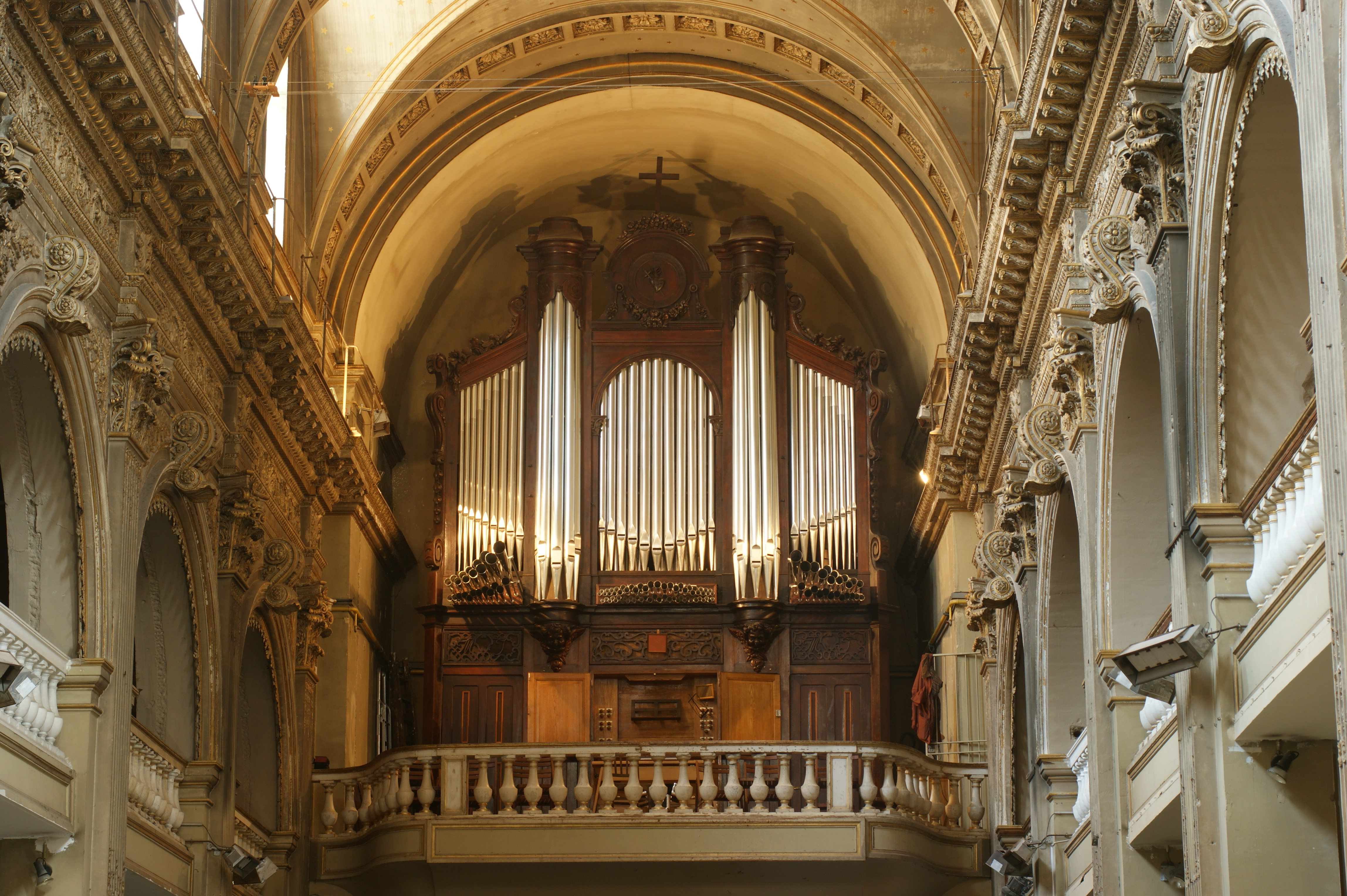
Orgue de tribune (2006)